# Caenolambda
Il cenolambda (gen. Caenolambda) è un mammifero erbivoro estinto, appartenente ai pantodonti. Visse nel Paleocene medio-superiore (circa 60 - 55 milioni di anni fa) e i suoi resti fossili sono stati ritrovati in Nordamerica. 

## Descrizione
Questo animale era della taglia di un grosso montone, e la lunghezza poteva arrivare ai due metri. L'aspetto di Caenolambda era molto simile a quello di alcune forme più antiche e più conosciute, come Pantolambda, ma lo scheletro era generalmente più robusto e il cranio più grosso e massiccio. Rispetto a Pantolambda, Caenolambda era dotato di un cranio dalla struttura più allungata. Il primo premolare inferiore, inoltre, era molto più tagliente. La serie vertebrale dorsale era più corta e così il corpo risultava più compatto rispetto a Pantolambda, e l'astragalo più largo (privo di un collo distinto) implica un portamento più pesante. Era presente una notevole cresta sagittale, che serviva per ancorare potenti muscoli masticatori.

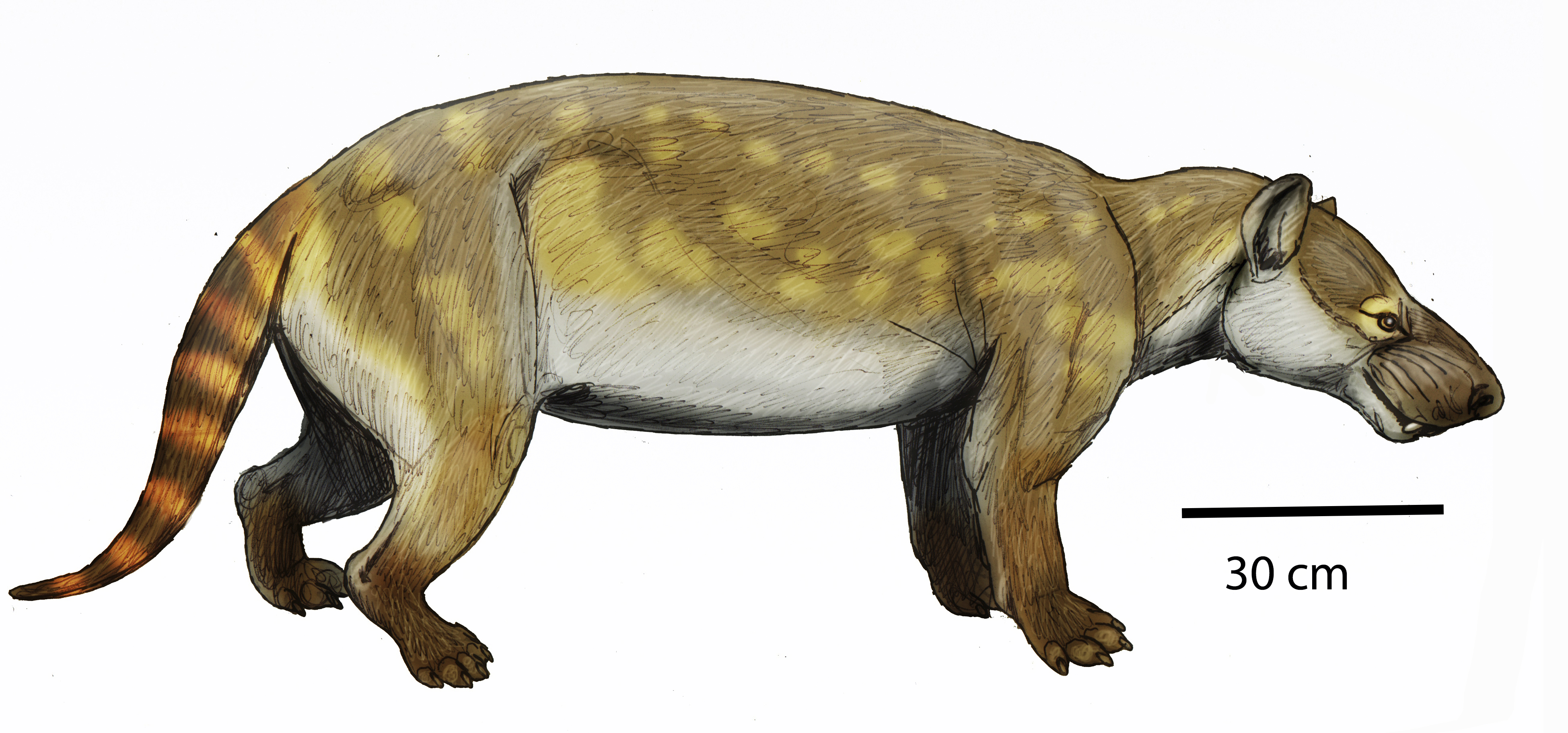
Ricostruzione di Caenolambda jepseni

## Classificazione
Il genere Caenolambda venne descritto per la prima volta da Gazin nel 1956, sulla base di resti fossili ritrovati nella zona di Saddle in Wyoming. La specie tipo è Caenolambda pattersoni, ma a questo genere è stata ascritta anche la specie C. jepseni, sempre dello Wyoming. Al genere Caenolambda sono stati attribuiti anche resti provenienti da Texas e Alberta.
Caenolambda è un tipico rappresentante dei pantodonti, un gruppo di mammiferi erbivori arcaici che si svilupparono nel corso del Paleocene fino a raggiungere grandi dimensioni. Caenolambda, in particolare, sembrerebbe essere stato un rappresentante piuttosto evoluto del gruppo, probabilmente derivato da forme come Pantolambda, di poco precedente.

## Paleobiologia
Caenolambda era un erbivoro poco specializzato, che probabilmente si aggirava per le pianure boscose e umide del Paleocene nordamericano.